# ブリッツタイガー
ブリッツタイガー（BLITZ TIGER）は、トミー（現タカラトミー）より発売されている『ゾイド』のビデオゲームシリーズに登場する架空の兵器。

## 機体解説
| ブリッツタイガー BLITZ TIGER | ブリッツタイガー BLITZ TIGER                                                    |
| ---------------------------- | ------------------------------------------------------------------------------- |
| 番号                         | 不明                                                                            |
| 所属                         | 不明                                                                            |
| 分類                         | トラ型                                                                          |
| 全長                         | 26.0m                                                                           |
| 全高                         | 14.0m                                                                           |
| 重量                         | 125.0t                                                                          |
| 最高速度                     | 320km/h                                                                         |
| 武装                         | サンダークロー ボルトキャノン兼エナジーブレード クラッシャーサーベル            |
| 必殺技                       | ライトニングアタック（ZOIDS SAGAシリーズ） ハイパーボルトキャノン（VSシリーズ） |

『ZOIDS SAGA II』の主人公、ゼル・ユピートの搭乗するトラ型ゾイド。劇中では、未来のゼルが時空転送装置を止めるために過去に向けて送った機体とされている。
装備は電流を直接対象に流し込み行動不能に追い込むものが多く、背部の装備はライガーゼロイクスのように変形させることによってその機能および呼称が変わり、前方に展開して対象に向けて放電する「ボルトキャノン」形態、左右に展開して対象を斬りつける「エナジーブレード」形態がある。
頭部周辺の装甲を前方に展開して突進する「ライトニングアタック」は、ZOIDS VS.シリーズでは通常格闘攻撃の一段目であり、必殺の攻撃力はない。因みに脇腹にはアーム可動式のウエポンラックがあるが、ZOIDS VS.シリーズ以外では使われていない。
機体デザインはトリニティライガーからビクトリーライガーまでゲームオリジナルゾイドのデザインを務めた、やまだたかひろ。『ZOIDS SAGA DS』ではサイバードライブゾイドとして扱われた他、ZOIDS SAGAオリジナルゾイドの中では唯一ビクトリーレックスとの合体が出来なかった。
武装・装備
サンダークロー
四肢の爪。
ボルトキャノン兼エナジーブレード
ブリッツタイガーの背部に装備する。
クラッシャーサーベル
ブリッツタイガーの牙部。